# نيماتودا رمحية
النيماتودا الرمحية هو جنس من الديدان الإسطوانية النيماتودا عالمية الانتشار، من النوع الخارجي/الداخلي المهاجر، وهي من الطفيليات على النباتات، ثلاث أنواع منها تعتبر أفات على المحاصيل الزراعية، تكون كبيرة طولها 1 إلى 1.5-2 ملم، الجسم إسطواني دودي الشكل مستقيم. منطقة الشفاة تكون متميزة من الجسم، عريضة، مسطحة من الأمام مع حلقات واضحة وخطوط طولية. الرمح قوي وله عقد تشبه أبصال الزنبق. الإنات تمتلك فرعين جنسيين متساويين ممتدين إلى الخارج، الذيل قصير مدور وللذكر تجنحات تحيط بالذيل.
في مصر تشكل نيماتودا Hoplolaimus aegypti من أهم النيماتودا المحددة لمحصول الذرة كما توجد على محاصيل أخرى كالموز. في الأردن وجد النوعين Hoplolaimus columbus على الحمضيات والموز والنوع Hoplolaimus columbus على الطماطم. في ليبيا وجدت نيماتودا Hoplolaimus indicus على الحمضيات. وفي السعودية وجدت Hoplolaimus spp. على العنب والحمضيات
للنيماتودا الرمحية مدى عوائلي واسع يشمل أشجار الصنوبر والبلوط والجميز والتفاح والموز ومحاصيل القطن والذرة والقمح والفاصوليا والبازلاء وفستق الحقل والبطاطا الحلوة واللهانة ونباتات الزينة كالأقحوان ونباتات الثيل والنباتات العلفية كالنفل والجت.

## دورة حياتها
دورة حياة النيماتودا الرمحية تبدأ بوضع البيض بشكل فردي بحدود 20-50 بيضة والذي ينتج عذرياً بسبب ندرة الذكور، طول دور الحياة 45-49 يوماً في الظروف المناسبة.

## الأعراض
تظهر الأعراض بشكل بقع مصفرة ميتة أو ضعيفة النمو مشابهة لتلك المتسببة عن تفشي بعض الحشرات والأمراض الفطرية. عند فحص جذور النباتات المصابة يظهر ضرراً عاماً للمجموع الجذري مع غياب الجذور الصغيرة المغدية وموت أطراف الجذور.

## الأنواع
- Hoplolaimus abelmoschi
- Hoplolaimus aegypti
- Hoplolaimus aorolaimoides
- Hoplolaimus californicus
- Hoplolaimus capensis
- Hoplolaimus casparus
- Hoplolaimus cephalus
- Hoplolaimus chambus
- Hoplolaimus citri
- Hoplolaimus clarissimus
- Hoplolaimus columbus
- Hoplolaimus concaudajuvencus
- Hoplolaimus dimorphicus
- Hoplolaimus dubius
- Hoplolaimus galeatus
- Hoplolaimus imphalensis
- Hoplolaimus indicus
- Hoplolaimus jalalabadiensis
- Hoplolaimus magnistylus
- Hoplolaimus pararobustus
- Hoplolaimus puertoricensis
- Hoplolaimus sacchari
- Hoplolaimus seinhorsti
- Hoplolaimus seshadrii
- Hoplolaimus sheri
- Hoplolaimus singhi
- Hoplolaimus stephanus
- Hoplolaimus tabacum
- Hoplolaimus tylenchiformis
- Hoplolaimus uniformis